# Wiktoria Amelina

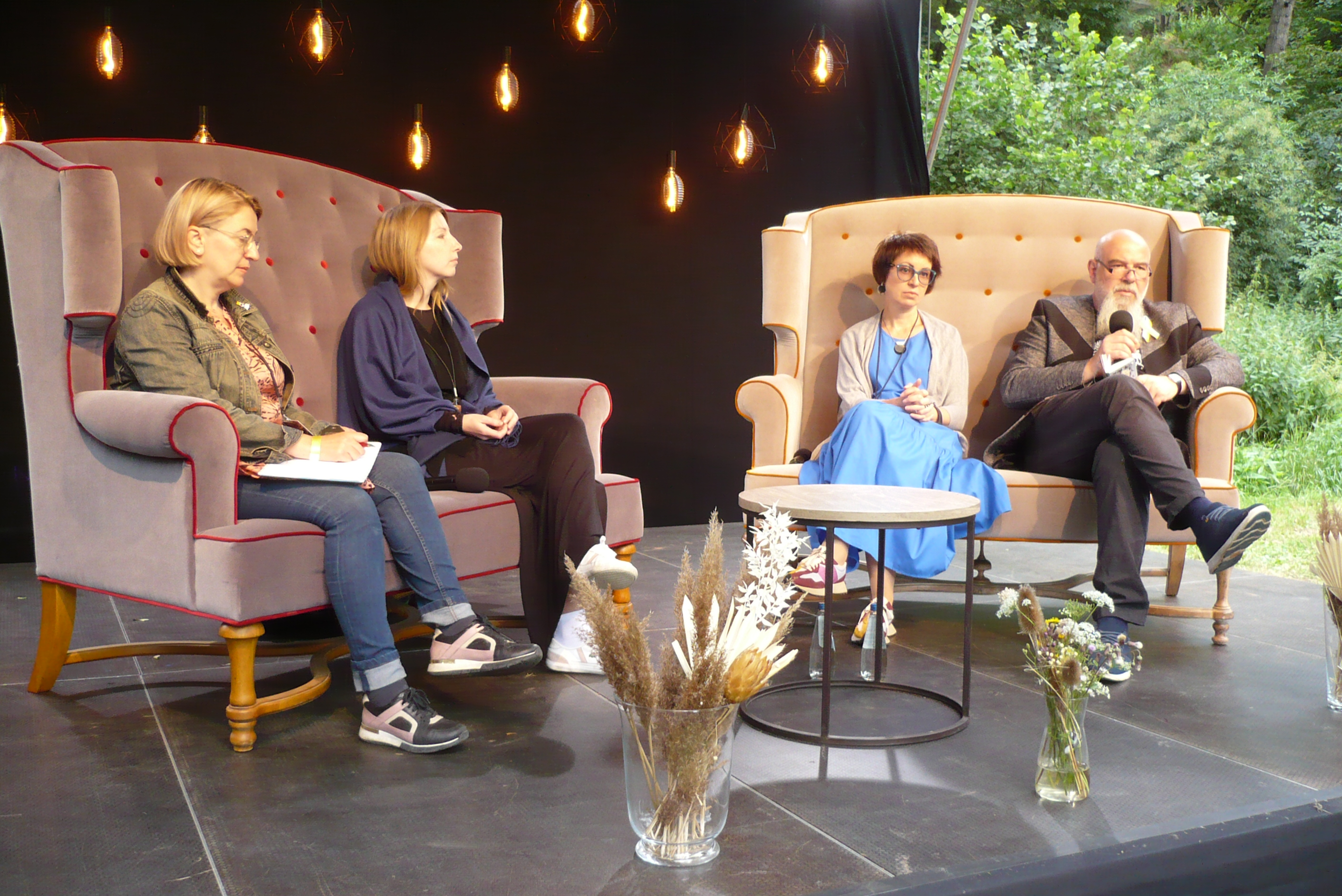
Od prawej: Ireneusz Grin, Natalia Śniadanko, Wiktoria Amelina. VIII Festiwal Góry Literatury (2022)

Wiktoria Amelina (ukr. Вікторія Амеліна; ur. 1 stycznia 1986 we Lwowie, zm. 1 lipca 2023 w Dnieprze) – ukraińska pisarka.

## Życiorys
Amelina urodziła się w 1986 roku we Lwowie. Jako dziecko aspirowała do zostania pisarką. Studiowała informatykę i przez dziesięć lat pracowała jako programistka oraz menadżerka w międzynarodowych korporacjach.
Od 2015 roku, od opublikowania swojej pierwszej książki „Syndrom łystopadu, abo Compatiens Homo” (Syndrom listopada, czyli Homo Compatiens), poświęciła się wyłącznie literaturze. Jej debiutancka powieść opiera się na wydarzeniach z Majdanu, a przedmowę do niej napisał znany pisarz i dziennikarz Jurij Izdryk. Książka doczekała się nagród literackich i tłumaczeń.
W 2016 roku wydała książkę dla dzieci „Chtos’, abo wodjane serce” (Ktoś, czyli serce wody), a rok później powieść „Dim dla Doma” (Dom dla Doma) o rodzinie radzieckiego pułkownika, żyjącej we Lwowie w latach 90. XX wieku, a konkretnie o domu, w którym dorastał Stanisław Lem. Powieść zyskała nominację do prestiżowej literackiej nagrody LitAkcent 2017, Europejskiej Nagrody Literackiej w kategorii prozy.
W ostatnim okresie życia Wiktoria Amelina zajmowała się wyłącznie pisaniem.
Dnia 27 czerwca 2023 roku Amelina została ciężko ranna w rosyjskim ataku rakietowym na Kramatorsk. Przebywała tam na spotkaniu z przedstawicielami kolumbijskiej organizacji wspierającej Ukrainę „Aguanta Ucraina”. Zmarła w szpitalu w Dnieprze na skutek ran odniesionych podczas tego ataku.

## Twórczość
Proza
- Syndrom listopada, czyli Homo Compatiens (2014)
- Dom dla Doma (2017)

Polskie wydania
- Dom dla Doma, tłum. Katarzyna Kotyńska, Wydawnictwo Warstwy, Wrocław 2020